# BAFTA-díj a legjobb filmzenének
A legjobb filmzenének járó BAFTA-díjat a Brit Film- és Televíziós Akadémia 1969 óta ítéli oda.

## Díjazottak és jelöltek
(A díjazottak Félkövérrel vannak jelölve)

## 1960-as évek
- 1969 - Az oroszlán télen - John Barry
  - A könnyűlovasság támadása – John Addison
  - Rómeó és Júlia – Nino Rota
  - Live for life – Francis Lai

## 1970-es évek
- 1970 - Z, avagy egy politikai gyilkosság anatómiája - Míkisz Theodorákisz
  - Secret Ceremony – Richard Rodney Bennett
  - A Thomas Crown-ügy – Michel Legrand
  - Women in Love – Georges Delerue
- 1971: Butch Cassidy és a Sundance kölyök - Burt Bacharach
  - Alice étterme – Arlo Guthrie
  - Figures in a Landscape – Richard Rodney Bennett
  - The Railway Children – Johnny Douglas
- 1972: Kamaszkorom legszebb nyara - Michel Legrand
  - Kis nagy ember – John Hammond
  - Shaft – Isaac Hayes
  - Trafic – Charles Dumont
- 1973 A Keresztapa - Nino Rota
  - Lady Caroline Lamb – Richard Rodney Bennett
  - Macbeth – The Third Ear Band
  - Young Winston – Alfred Ralston
- 1974: A szerencse fia - Alan Price
  - Pat Garrett és Billy a kölyök – Bob Dylan
  - Sounder – Taj Mahal
  - State of Siege – Míkisz Theodorákisz
- 1975: Gyilkosság az Orient Expresszen - Richard Rodney Bennett
  - Happy New Year – Francis Lai
  - Kínai negyed – Jerry Goldsmith
  - Serpico – Míkisz Theodorákisz
  - The Three Musketeers – Michel Legrand
- 1976: A cápa - John Williams and Pokoli torony -  John Williams 
  - A Keresztapa II. – Nino Rota
  - Hajsza a föld alatt – David Shire
  - Szél és az oroszlán – Jerry Goldsmith
- 1977: Taxisofőr - Bernard Herrmann
  - Bugsy Malone – Paul Williams
  - Száll a kakukk fészkére – Jack Nitzsche
  - The Slipper and the Rose – Richard M. Sherman és Robert B. Sherman
- 1978: A híd túl messze van - John Addison
  - Equus – Richard Rodney Bennett
  - A kém, aki szeretett engem – Marvin Hamlisch
  - Csillag születik – Paul Williams, Barbra Streisand, Kenny Ascher, Rupert Holmes, Leon Russell, Kenny Loggins, Alan Bergman, Marilyn Bergman és Donna Weiss
- 1979: Csillagok háborúja - John Williams
  - Harmadik típusú találkozások – John Williams
  - Júlia – Georges Delerue
  - Szombat esti láz – Barry Gibb, Maurice Gibb és Robin Gibb

## 1980-as évek
- 1980: Mennyei napok - Ennio Morricone
  - A nyolcadik utas: a Halál – Jerry Goldsmith
  - Apokalipszis most – Carmine Coppola és Francis Ford Coppola
  - Jenkik – Richard Rodney Bennett
- 1981: A Birodalom visszavág – John Williams
  - Üvegtörők – Hazel O’Connor
  - A hírnév – Michael Gore
  - Flash Gordon – John Deacon, Brian May, Freddie Mercury, Roger Taylor és Howard Blake
- 1982: A francia hadnagy szeretője - Carl Davis
  - Arthur – Burt Bacharach
  - Tűzszekerek – Vangelis
  - Az elveszett frigyláda fosztogatói – John Williams
- 1983: E. T., a földönkívüli – John Williams
  - Szárnyas fejvadász – Vangelis
  - Gandhi – George Fenton és Ravi Shankar
  - Eltűntnek nyilvánítva – Vangelis
- 1984: Boldog karácsonyt, Mr. Lawrence! – Szakamoto Rjúicsi
  - Flashdance – Giorgio Moroder
  - Local Hero – Mark Knopfler
  - Garni-zóna – Jack Nitzsche
- 1985: Volt egyszer egy Amerika – Ennio Morricone
  - Carmen – Paco de Lucía
  - Gyilkos mezők – Mike Oldfield
  - Párizs, Texas – Ry Cooder
- 1986: A kis szemtanú – Maurice Jarre
  - Beverly Hills-i zsaru – Harold Faltermeyer
  - Smaragderdő – Brian Gascoigne és Junior Homrich
  - Út Indiába – Maurice Jarre
- 1987: A misszió - Ennio Morricone
  - Távol Afrikától - John Barry
  - Szoba kilátással - Richard Robbins
  - Jazz Párizsban - Herbie Hancock
- 1988: Aki legyőzte Al Caponét - Ennio Morricone
  - Kiálts szabadságért - George Fenton és Jonas Gwangwa
  - Remény és dicsőség - Peter Martin
  - Bárcsak itt lennél - Stanley Myers
- 1989: A nap birodalma - John Williams
  - Madárka - Lennie Niehaus
  - Az utolsó császár - Szakamoto Rjúicsi, David Byrne and Cong Su
  - Holdkórosok - Dick Hyman

## 1990-es évek
- 1990: Holt költők társasága - Maurice Jarre
  - Veszedelmes viszonyok - George Fenton
  - Lángoló Mississippi - Trevor Jones
  - Dolgozó lány - Carly Simon
- 1991: Cinema Paradiso – Andrea Morricone és Ennio Morricone 
  - Azok a csodálatos Baker fiúk – Dave Grusin
  - Memphis Belle – George Fenton
  - Képeslapok a szakadékból – Carly Simon
- 1992: Cyrano de Bergerac – Jean-Claude Petit
  - Farkasokkal táncoló – John Barry
  - A bárányok hallgatnak – Howard Shore
  - Thelma és Louise – Hans Zimmer
- 1993: Kötelező táncok – David Hirschfelder
  - A szépség és a szörnyeteg – Howard Ashman és Alan Menken
  - Hear My Song – John Altman
  - Az utolsó mohikán – Randy Edelman és Trevor Jones
- 1994: Schindler listája – John Williams
  - Aladdin – Alan Menken
  - Zongoralecke – Michael Nyman
  - A szerelem hullámhosszán – Marc Shaiman
- 1995: A kezdetek – A Beatles hamburgi évei – Don Was
  - Priscilla, a sivatag királynője – Guy Gross
  - Négy esküvő és egy temetés – Richard Rodney Bennett
  - Az oroszlánkirály – Hans Zimmer
- 1996: Neruda postása – Luis Enríquez Bacalov
  - A rettenthetetlen – James Horner
  - György király – George Fenton
  - Értelem és érzelem – Patrick Doyle
- 1997: Az angol beteg – Gabriel Yared
  - Fújhatjuk! – Trevor Jones
  - Evita – Tim Rice és Andrew Lloyd Webber
  - Ragyogj – David Hirschfelder
- 1998: Rómeó + Júlia – Nellee Hooper
  - Alul semmi – Anne Dudley
  - Szigorúan bizalmas – Jerry Goldsmith
  - Titanic – James Horner
- 1999: Elizabeth – David Hirschfelder
  - Hilary és Jackie – Barrington Pheloung
  - Ryan közlegény megmentése – John Williams
  - Szerelmes Shakespeare – Stephen Warbeck

## 2000-es évek
- 2000: Amerikai szépség – Thomas Newman
  - Buena Vista Social Club – Ry Cooder and Nick Gold
  - Egy kapcsolat vége – Michael Nyman
  - A tehetséges Mr. Ripley – Gabriel Yared
- 2001: Tigris és sárkány – Tan Tun
  - Majdnem híres – Nancy Wilson
  - Billy Elliot – Stephen Warbeck
  - Gladiátor – Lisa Gerrard és Hans Zimmer
  - Ó, testvér, merre visz az utad? – T-Bone Burnett és Carter Burwell
- 2002: Moulin Rouge! – Craig Armstrong és Marius De Vries
  - Amélie csodálatos élete – Yann Tiersen
  - A gyűrűk ura: A gyűrű szövetsége – Howard Shore
  - Mulholland Dr. – Angelo Badalamenti
  - Shrek – Harry Gregson-Williams és John Powell
- 2003: Az órák – Philip Glass
  - Kapj el, ha tudsz – John Williams
  - Chicago – Fred Ebb, Danny Elfman és John Kander
  - New York bandái – Howard Shore
  - A zongorista – Wojciech Kilar
- 2004: Hideghegy – T-Bone Burnett és Gabriel Yared
  - Leány gyöngy fülbevalóval – Alexandre Desplat
  - Kill Bill 1. – RZA
  - A Gyűrűk Ura: A király visszatér – Howard Shore
  - Elveszett jelentés – Brian Reitzell és Kevin Shields
- 2005: A motoros naplója – Gustavo Santaolalla
  - Aviátor – Howard Shore
  - Kóristák – Bruno Coulais
  - Én, Pán Péter – Jan A.P. Kaczmarek
  - Ray – Craig Armstrong
- 2006: Egy gésa emlékiratai – John Williams
  - Brokeback Mountain – Túl a barátságon – Gustavo Santaolalla
  - Az elszánt diplomata – Alberto Iglesias
  - Mrs. Henderson bemutatja – George Fenton
  - A nyughatatlan – T-Bone Burnett
- 2007: Bábel – Gustavo Santaolalla
  - Casino Royale – David Arnold
  - Dreamgirls – Henry Krieger
  - Táncoló talpak – John Powell
  - A királynő – Alexandre Desplat
- 2008: Piaf – Christopher Gunning
  - Amerikai gengszter – Marc Streitenfeld
  - Vágy és vezeklés – Dario Marianelli
  - Papírsárkányok – Alberto Iglesias
  - Vérző olaj – Jonny Greenwood
- 2009: Gettómilliomos – A. R. Rahman
  - Benjamin Button különös élete – Alexandre Desplat
  - A sötét lovag – James Newton Howard és Hans Zimmer
  - Mamma Mia! – Benny Andersson és Björn Ulvaeus
  - WALL·E – Thomas Newman

## 2010-es évek
- 2010: Fel – Michael Giacchino
  - Avatar – James Horner
  - Crazy Heart – T-Bone Burnett és Stephen Bruton
  - Fantastic Mr. Fox – Alexandre Desplat
  - Sex & Drugs & Rock & Roll – Chaz Jankel
- 2011: A király beszéde – Alexandre Desplat
  - 127 óra – A. R. Rahman –
  - Alice Csodaországban – Danny Elfman –
  - Így neveld a sárkányodat – John Powell
  - Eredet – Hans Zimmer
- 2012: The Artist – A némafilmes – Ludovic Bource
  - Suszter, szabó, baka, kém – Alberto Iglesias
  - A tetovált lány – Trent Reznor, Atticus Ross
  - A leleményes Hugo – Howard Shore
  - Hadak útján – John Williams
- 2013: Skyfall – Thomas Newman
  - Anna Karenina – Dario Marianelli
  - Az Argo-akció – Alexandre Desplat
  - Pi élete – Mychael Danna
  - Lincoln – John Williams
- 2014: Gravitáció – Steven Price
  - 12 év rabszolgaság – Hans Zimmer
  - A könyvtolvaj – John Williams
  - Phillips kapitány – Henry Jackman
  - Banks úr megmentése – Thomas Newman
- 2015: A Grand Budapest Hotel – Alexandre Desplat
  - A mindenség elmélete – Jóhann Jóhannsson
  - A felszín alatt – Mica Levi
  - Birdman avagy (A mellőzés meglepő ereje) – Antonio Sánchez
  - Csillagok között – Hans Zimmer
- 2016: Aljas nyolcas – Ennio Morricone
  - A visszatérő – Carsten Nicolai és Szakamoto Rjúicsi
  - Csillagok háborúja VII: Az ébredő Erő – John Williams
  - Kémek hídja – Thomas Newman
  - Sicario – A bérgyilkos – Jóhann Jóhannsson
- 2017: Kaliforniai álom – Justin Hurwitz
  - Éjszakai ragadozók – Abel Korzeniowski
  - Érkezés – Jóhann Jóhannsson
  - Jackie – Mica Levi
  - Oroszlán – Dustin O'Halloran és Hauschka
- 2018: A víz érintése – Alexandre Desplat
  - Szárnyas fejvadász 2049 – Benjamin Wallfisch és Hans Zimmer
  - A legsötétebb óra – Dario Marianelli
  - Dunkirk – Hans Zimmer
  - Fantomszál – Jonny Greenwood
- 2019: Csillag születik – Bradley Cooper, Lady Gaga és Lukas Nelson
  - Csuklyások – BlacKkKlansman – Terence Blanchard
  - Ha a Beale utca mesélni tudna – Nicholas Britell
  - Kutyák szigete – Alexandre Desplat
  - Mary Poppins visszatér – Marc Shaiman

## 2020-as évek
- 2020: Joker – Hildur Guðnadóttir
  - 1917 – Thomas Newman
  - Jojo nyuszi – Michael Giacchino
  - Kisasszonyok – Alexandre Desplat
  - Star Wars IX. rész – Skywalker kora – John Williams
- 2021: Lelki ismeretek – Jon Batiste, Trent Reznor, Atticus Ross
  - A kapitány küldetése – James Newton Howard
  - Ígéretes fiatal nő – Anthony Willis
  - Mank – Trent Reznor, Atticus Ross
  - Minari – A családom története – Emile Mosseri
- 2022: Dűne – Hans Zimmer
  - A Francia Kiadás – Alexandre Desplat
  - A kutya karmai közt – Jonny Greenwood
  - Az élet Ricardóéknál – Daniel Pemberton
  - Ne nézz fel! – Nicholas Britell
- 2023: Nyugaton a helyzet változatlan – Volker Bertelmann
  - A sziget szellemei – Carter Burwell
  - Babylon – Justin Hurwitz
  - Minden, mindenhol, mindenkor – Son Lux
  - Pinokkió – Alexandre Desplat
- 2024: Oppenheimer – Ludwig Göransson
  - Megfojtott virágok – Robbie Robertson
  - Pókember: A pókverzumon át – Daniel Pemberton
  - Szegény párák – Jerskin Fendrix
  - Saltburn – Anthony Willis
- 2025: A brutalista – Daniel Blumberg
  - A vad robot – Kris Bowers
  - Emilia Pérez – Camille és Clément Ducol
  - Konklávé – Volker Bertelmann
  - Nosferatu – Robin Carolan

## Külső hivatkozások
- BAFTA hivatalos oldal